# Coelotanypus naelis
Coelotanypus naelis är en tvåvingeart som beskrevs av Roback 1963. Coelotanypus naelis ingår i släktet Coelotanypus och familjen fjädermyggor. Inga underarter finns listade i Catalogue of Life.